# Épîtres de Jean

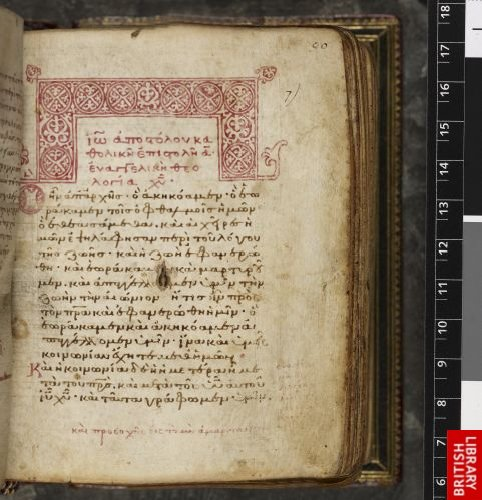
Harleianus 5537 (première page des épitres de Jean)

Les épitres de Jean sont des textes anonymes rédigés à la fin du Ier siècle, attribués à l'apôtre Jean et qui font partie du Nouveau Testament. 
On distingue trois épîtres différentes :
- Première épître de Jean
- Deuxième épître de Jean
- Troisième épître de Jean